# Klasjet

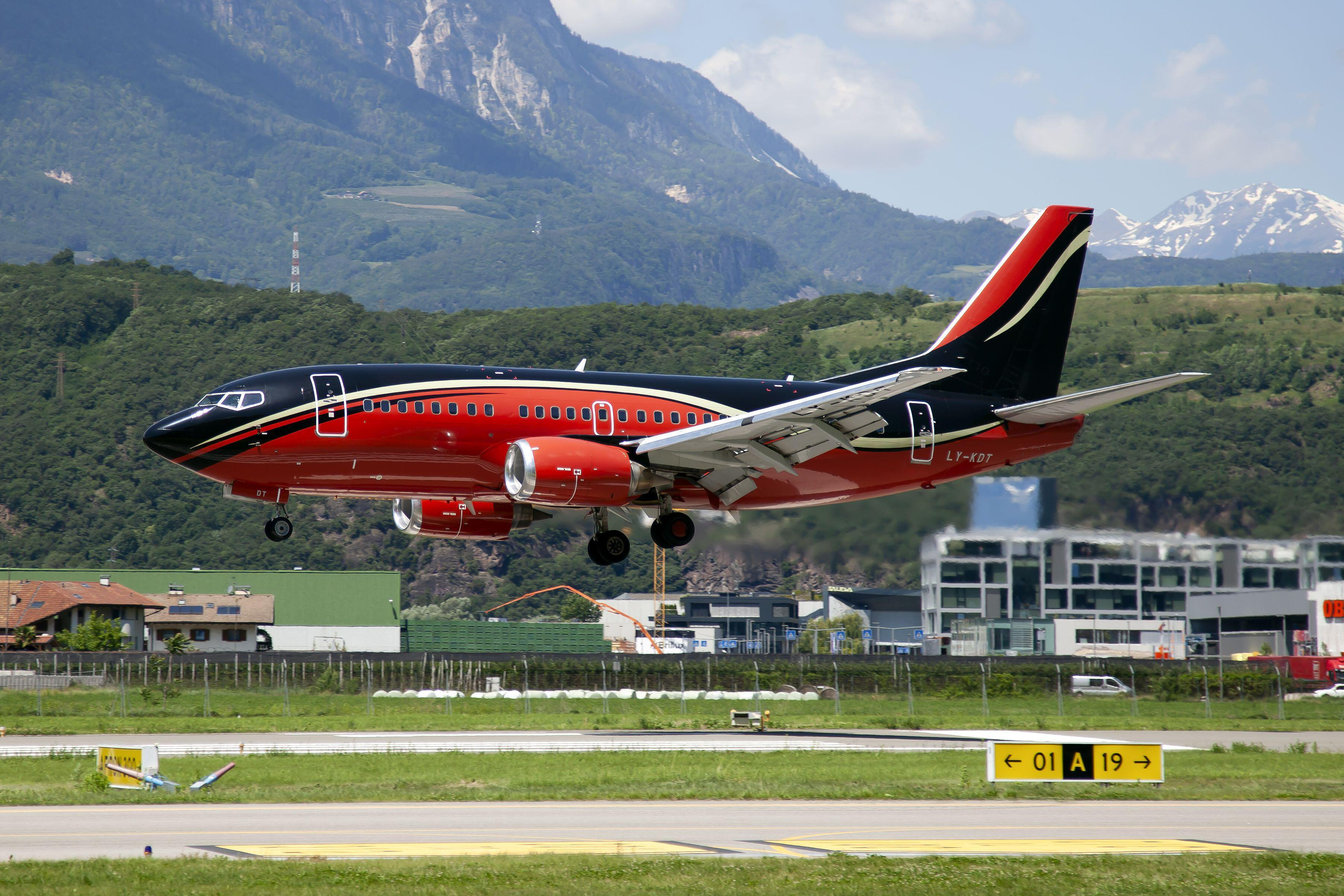
LY-KDT, Boeing737-500 (KlasJet)

Klasjet — литовська авіакомпанія, яка здійснює чартерні рейси для бізнес-класу. Головний офіс знаходиться у Вільнюсі, а сама вона є дочірньою компанією Avia Solutions Group, що займається чартерними перельотами для VIP, надає послуги ACMI, а також послуги з управління польотами в Європі, на Близькому Сході, в Африці та Азії для своїх B738.

## Історія
Klasjet була заснована у жовтні 2013 року компанією Avia Solutions Group. Першим літаком у її флоті став Bombardier Challenger 850.
Klasjet отримали AOC (ліцензія на польоти) у 2014 році, після чого і запустили свої перші комерційні рейси. У тому ж році компанія отримала ще один Challenger 850, а роком пізніше — Hawker 800XP. Обидві моделі залишалися у складі флоту до 2019 року.
У 2016 році Klasjet придбала свій перший Boeing 737-500. У 2017 році, після отримання ліцензії категорії А на здійснення комерційних перельотів із більш ніж 20 пасажирами на борту, компанія розпочала експлуатацію відремонтованого VIP Boeing 737-500.
Під час проведення Євроліги 2017-2018 року, Klasjet займалися перевезеннями гравців литовського баскетбольного клубу Zalgiris Kaunas. У лютому 2018 року канадська чоловіча збірна з хокею, що прибула до Південної Кореї на Олімпіаду, обрала Boeing 737-500 компанії для своїх перельотів. Задля цього борт був спеціально адаптований для транспортування хокейної команди.
Протягом 2018 та 2019 років компанія розширила свій флот чотирма додатковими VIP Boeing 737-500.
У березні 2020 року Klasjet благодійно транспортували десятки тисяч медичних масок і рукавичок до Литви. У червні 2021 року, у розпал пандемії та паралічу міжнародних перельотів, Klasjet здійснили евакуацію громадян Республіки Корея з Гани до Південної Кореї.
У 2020 році, спільно з вантажним авіаперевізником Bluebird Nordic, Klasjet розширили список своїх послуг вантажними транспортуваннями та орендували до 2021 року Boeing 737-300 з цією метою.
Після 2021 року пілоти Klasjet почали брати участь у програмі підготовки Pilot Peer Support Program (PPSP), організованої BAA.
У грудні 2021 року Klasjet перевезли двох врятованих диких тварин до Північної Танзанії. Беручи до уваги, що тварини при цьому знаходилися в самій кабіні Boeing 737-500, цей переліт був безпрецедентним.
У лютому 2023 компанія почала надавати послуги ACMI (скорочення від англійських Aircraft (літак), Crew (екіпаж), Maintenance (обслуговування), Insurance (страхування)). Також набула восьми Boeing 737-800. У тому ж місяці перший з двох літаків, Boeing 737-500, був відправлений в Dubai World Central з лізингу. Через місяць, до нього додався Boeing 737-300. У березні компанія презентувала Boeing 737-300 для рейсів до Сполученого Королівства і розпорядилася перемістити два борти в Dubai World Central (DWC).

## Флот літаків
Станом на 2023 рік чартерний флот KlasJet складається з наступних літаків:
| Тип літака      | Кількість |
| Boeing 737-500  | 3         |
| Boeing 737-300  | 2         |
| Boeing 737-800  | 7         |
| Challenger 850  | 1         |
| Boeing 737 BBJ2 | 1         |
| Всього          | 14        |